# Modlitwa za Owena
Modlitwa za Owena (ang. A Prayer for Owen Meany) – siódma powieść amerykańskiego pisarza Johna Irvinga, wydana w 1989 roku. W 1998 roku została zekranizowana.
Książka opowiada historię Johna Wheelwrighta i jego najlepszego przyjaciela – Owena Meany’ego. Obaj dorastają w małym miasteczku Nowej Anglii na przełomie lat 50. i 60. Owen, choć obdarzony skromnymi warunkmi fizycznymi, uważa się za narzędzie Boże.
Powieść ta jest również hołdem złożonym Blaszanemu Bębenkowi Güntera Grassa.
Autorami polskiego przekładu są Magdalena Iwińska i Piotr Paszkiewicz. Książka wydana została przez wydawnictwo Prószyński i S-ka w 1998 i 2008 roku; wydanie z 2008 roku liczyło 504 strony (ISBN 978-83-7469-738-5).

## Ekranizacja
W 1998 roku książka została zekranizowana przez Marka Stevena Johnsona pod tytułem Simon Birch; główną rolę zagrał Ian Michael Smith.